# メドベッド
メドベッド（英: medbed、「medical bed」または「meditation bed」の略）とは、病気を治す力を持つとされるベッドである。科学的根拠は不明であり、疑似科学とみなされている。

## 概要
複数の企業が「ベッドに横たわるだけで病気が治療できる」などの謳い文句でメドベッドなるものを顧客に提供しているが、その科学的根拠は示されておらず、疑似科学とみなされている。また、それらの企業のウェブサイトには、病気の診断や治療には利用できないという宣伝文句とは矛盾した免責事項が書かれている。
メドベッドは、Qアノンを始めとするさまざまな陰謀論に登場する概念であり、「ディープステートのメンバーや富裕層が利用しており、一般人には隠されている」とか、「ジョン・F・ケネディ元大統領は実は死んでおらず、メドベッドによって延命されている」といった主張が展開されている。そのような陰謀論の信奉者によると、メドベッドは患者を若返らせたり、失った四肢を再生したり、末期がんを治療したり、さらには不死身にさえできるという。
日本国内で活動を行っている神真都Qという陰謀論グループは、メドベッドの一種である「テスラ缶」を銅線などの材料を用いて独自に作成している。